# オキナヒメジ
オキナヒメジ（翁比売知、翁比賣知、Parupeneus spilurus）は、スズキ目ヒメジ科に分類されるヒメジの一種。

## 分布
日本では茨城県〜九州南岸・屋久島の太平洋沿岸や、新潟県〜九州沿岸、八丈島、小笠原諸島、青森県、岩手県、琉球列島に分布する。外国では、オーストラリア西岸・東岸〜トンガや、済州島、台湾、フィリピン諸島、インドネシアなどに分布する。

## 名称
各地で呼び名が異なり、長崎県では「オキベニサシ」または、「アカゴイ」、高知県や和歌山県では「メンドリ」、宮崎県では「セメンドリ」などの呼び名がある。

## 生態
比較的浅い岩礁域で単独あるいは少数の群れで生息し、小型の底生動物を食べている。

## 特徴
体長は32cmほど。大きい物でも35cmほどの大きさで、体形は他のウミヒゴイ属と同じく横から見ると口が突き出た感じで、顎にしっかりとした2本のヒゲがある。体色は全体に黄褐色から赤褐色で、不明瞭な縦じまがみられ、尾近くに黒い斑紋がありホウライヒメジとよく似ている。
ホウライヒメジとの違いは、尾柄部の黒っぽい斑紋がホウライヒメジは鞍状になる傾向があり、オキナヒメジは左右に分かれることと、この斑紋が側線より少し下まで及ぶホウライヒメジに対してオキナヒメジは側線を超えないこと、また、ホウライヒメジはしり鰭が長く、前縁長がしり鰭基底部と同じくらいかわずかに長く、基底部の方が長いオキナヒメジと見分けられる。

## 料理
生食
- 刺身
- 霜降り造り

焼いたもの
- 塩焼き
- ムニエル
- ポワレ

煮物
- カブト煮
- 煮付け

その他
- 魚汁 (味噌汁)
- から揚げ
- 中華風酒蒸し[3]